# Mondzirkel
Der Mondzirkel ist ein Begriff aus der Osterrechnung. Er wird synonym zu Meton-Zyklus und wie dieser nicht eindeutig gebraucht: Beide Begriffe können sowohl die zyklische Reihe von alle 19 Jahre stattfindenden Treffen der Sonne und des Mondes vor denselben Sternen am Himmel als auch die Periodendauer von 19 Jahren bezeichnen. Beim Meton-Zyklus kommt eine weitere Mehrdeutigkeit hinzu, weil dieser Begriff auch ohne Bezug auf das Treffen zwischen Sonne und Mond gebraucht wird. Dann ist nur die vermutlich von Meton vorgenommene Zusammenfassung von 19 Jahren zum sogenannten Großen oder Meton-Jahr gemeint.

## Der Mondzirkel im julianischen Kalender
Für die Osterrechnung im julianischen Kalender begann eine solche Periode, wenn die Sonne im Frühlingspunkt (angenähert mit dem 21. März) und der Mond (Frühlingsvollmond) in Opposition dazu stand. In den folgenden 18 Jahren kam diese Konstellation nicht mehr vor, es ließen sich aber 18 fixe Daten im März und im April für den Frühlingsvollmond angeben, dem der gesuchte Ostersonntag folgte. Im Computus, dem mittelalterlichen Algorithmus der Osterrechnung, wurden den 19 Jahren einer Reihe die Ziffern 1 bis 19 als Goldene Zahl GZ zugeordnet.

## Der Mondzirkel im gregorianischen Kalender
So wie der gregorianische Kalender nicht ein grundsätzlich anderer Kalender, sondern ein immer mindestens ein Jahrhundert lang angewendeter julianischer Kalender ist, wird bei der gregorianischen Osterrechnung der Mondzirkel auch weiter angewendet. 19 julianische Kalenderjahre und 235 reale Mondmonate sind zwar in guter Näherung gleich lang (6.939,7500 Tage gegen 6.939,6887 Tage), die angenommene exakte Gleichheit bewirkte aber, dass die julianische Osterrechnung in der Zuordnung zwischen kalendarischem Frühlingsanfang und kalendarischem Frühlingsvollmond über Jahrhunderte deutlich fehlerhaft wurde. Hinzu kam ein noch größerer Fehler durch das im Verhältnis zum Sonnenjahr zu lange Kalenderjahr, weshalb beide Kalenderdaten den Ereignissen am Himmel immer mehr hinterherhinkten.
Der auf das julianische Kalenderjahr (365,25 Tage) bezogene Fehler des Mondzirkels wird nach jeweils durchschnittlich 312,5 Jahren durch Verschieben des kalendarischen Frühlingsvollmondes um einen Tag auf früher praktisch beseitigt (Mondgleichung). Die praktisch ausreichende Verkürzung des gregorianischen Kalenderjahres auf im Mittel 365,2425 Tage darf den Mondzirkel nicht mehr betreffen, weshalb bei jeweiligem gregorianischem Ausfall eines Schalttages (dreimal in 400 Jahren) der kalendarische Frühlingsvollmond um einen Tag auf später verschoben wird (Sonnengleichung).
Seit der gregorianischen Kalenderreform hat es sich eingebürgert, anstatt der Goldenen Zahl die Epakten-Ziffern 0 bis 29 für die Kennzeichnung der Jahre im Mondzirkel zu gebrauchen. Durch die gelegentliche korrigierende Verschiebung kommen alle Kalendertage vom 21. März bis 19. April für den Frühlingsvollmond infrage. Mindestens ein Jahrhundert lang sind aber immer nur 19 dieser 30 Epakten in Gebrauch.